# Weißseespitze
Weißseespitze – szczyt w Alpach Ötztalskich, na granicy Austrii (Tyrol) i Włoch (Południowy Tyrol), o wysokości 3518 m n.p.m. (według innych danych 3526 m). Po raz pierwszy zdobyty w 1870.
Weißseespitze znajduje się na skraju lodowca Gepatschferner. Na południowych stokach leżą lodowce Milanzer Ferner i Falginferner. Od północy zamyka dolinę Kaunertal. Wiedzie po nim specjalna trasa "Kaunertaler Gletscherstrasse". Planuje się także rozbudowę infrastruktury narciarskiej wokół szczytu, co spotyka się jednak ze zdecydowanym sprzeciwem organizacji ekologicznych i mieszkańców Austrii.